# 平繁龍一
平繁 龍一（ひらしげ りゅういち、1988年6月15日 - ）は、広島県東広島市（旧賀茂郡黒瀬町）出身の元プロサッカー選手、サッカー指導者。ポジションはFW。広島県立吉田高等学校卒業。

## 来歴
サンフレッチェ広島初のジュニアから昇格したJリーガーである。
小学校3年生からサンフレッチェ府中サッカースクールに加入。横竹翔と共にFWとして活躍しすぐに才能を見出される。このころの同期に酒井貴政がいる。ジュニアIIからジュニアを経て、4年生の時にはすでにジュニアユースの練習に参加、2000年には全日本少年サッカー大会出場、全日本少年フットサル大会準優勝に貢献し大会優秀選手に選ばれる。2003年にはマンチェスター・ユナイテッド・プレミアカップ出場している。
2003年、中学3年次からユースの練習に参加。2004年、高校1年生でレギュラーをつかみ高円宮杯初制覇やクラブユース選手権制覇に貢献。2年生から10番を背負いエースとして活躍し、2006年のJユースカップ優勝 に貢献した。また、同年9月に2種登録選手となった が出場は無い。
2007年、トップ昇格。同期入団は、ユース時代の同級生である遊佐克美。すぐにミハイロ・ペトロヴィッチに主力として評価され、同年3月3日リーグ第1節で初ベンチ入りし途中出場、デビューを飾る。同年のナビスコカップで初得点しチーム初のGL突破に貢献、同年末のJ1・J2入れ替え戦第1戦で得点を上げた。また、同年にはFIFA U-20ワールドカップにMFとして1試合出場している。2008年は、佐藤寿人と2トップを組みレギュラーとしてシーズンを迎える。リーグ戦第1節でリーグ戦初得点を挙げるものの、チームが佐藤の1トップに布陣を変えたことによりポジションを失い、さらに7月に椎間板ヘルニアの手術を受けて長期離脱。同年12月の天皇杯で復帰したが、2009年怪我の影響もあり不調に陥り、チームが李忠成を補強したことにより出場機会が減っていった。
2010年、出場機会を求めて美濃部直彦率いる徳島ヴォルティスへレンタル移籍する。開幕当初は津田知宏とともに2トップのレギュラーの座にいた が、佐藤晃大の成長 によりレギュラーを奪われ出場機会が減っていった。
2011年、川勝良一率いる東京ヴェルディに引き続きレンタル移籍する。当時東京Vは経営面に問題を抱えており、満足な補強ができない状況でのオファーだった。ここでも序盤は主力として活躍し、第12節対ギラヴァンツ北九州戦においてプロ入り後初のハットトリックを達成した。その後、怪我 や阿部拓馬の成長 や、マラニョンや巻誠一郎などの前に出場機会が減っていった。
2012年、サンフレッチェ広島に復帰した。序盤は主力としてベンチ入りしていたものの、中盤以降は森崎浩司や石原直樹が切り札として重用され、何より佐藤寿人からレギュラーの座を奪うことが出来なかった。
2013年、ザスパクサツ群馬に完全移籍。移籍1年目ながらキャプテンを任され、翌年も同様にキャプテンを務めた。
2015年、ロアッソ熊本に完全移籍した。同シーズンは負傷で開幕に間に合わず、守備的なタスクを多く要求されることから満足な活躍ができず出番を失った。シーズン後半にチームにフィットし主力の座を奪い返したが、わずか1得点でシーズンを終えた。2016年シーズンはFWの主力に定着し8得点をあげた。
2017年7月、カターレ富山へ期限付き移籍。
2018年、ザスパクサツ群馬へ4年ぶりに復帰した。シーズン終了後、契約満了により退団。
2019年2月、現役引退とサンフレッチェ広島のアカデミー普及部コーチ就任が発表された。

## 人物
あいテレビ(itv)のアナウンサー平繁かなえは親戚にあたる。

## 所属クラブ
ユース経歴
- サンフレッチェ府中サッカースクール
- サンフレッチェ広島ジュニアII
- サンフレッチェ広島ジュニア
- - 2003年 サンフレッチェ広島ジュニアユース (東広島市立黒瀬中学校)
- 2003年 - 2006年 サンフレッチェ広島ユース（吉田中/吉田高）
  - 2006年 サンフレッチェ広島 （2種登録選手）

プロ経歴
- 2007年 - 2012年  サンフレッチェ広島
  - 2010年  徳島ヴォルティス (期限付き移籍）
  - 2011年  東京ヴェルディ (期限付き移籍)
- 2013年 - 2014年  ザスパクサツ群馬
- 2015年 - 2017年  ロアッソ熊本
  - 2017年7月 - 同年12月  カターレ富山 (期限付き移籍)
- 2018年  ザスパクサツ群馬

## 個人成績
| 国内大会個人成績 | 国内大会個人成績 | 国内大会個人成績 | 国内大会個人成績 | 国内大会個人成績 | 国内大会個人成績 | 国内大会個人成績 | 国内大会個人成績 | 国内大会個人成績 | 国内大会個人成績 | 国内大会個人成績 | 国内大会個人成績 |
| 年度             | クラブ           | 背番号           | リーグ           | リーグ戦         | リーグ戦         | リーグ杯         | リーグ杯         | オープン杯       | オープン杯       | 期間通算         | 期間通算         |
| 年度             | クラブ           | 背番号           | リーグ           | 出場             | 得点             | 出場             | 得点             | 出場             | 得点             | 出場             | 得点             |
| 日本             | 日本             | 日本             | 日本             | リーグ戦         | リーグ戦         | リーグ杯         | リーグ杯         | 天皇杯           | 天皇杯           | 期間通算         | 期間通算         |
| ---------------- | ---------------- | ---------------- | ---------------- | ---------------- | ---------------- | ---------------- | ---------------- | ---------------- | ---------------- | ---------------- | ---------------- |
| 2007             | 広島             | 18               | J1               | 20               | 0                | 6                | 2                | 4                | 1                | 30               | 3                |
| 2008             | 広島             | 18               | J2               | 17               | 5                | -                | -                | 1                | 0                | 18               | 5                |
| 2009             | 広島             | 18               | J1               | 9                | 0                | 4                | 1                | 1                | 1                | 14               | 2                |
| 2010             | 徳島             | 19               | J2               | 26               | 4                | -                | -                | 1                | 0                | 27               | 4                |
| 2011             | 東京V            | 9                | J2               | 12               | 4                | -                | -                | 0                | 0                | 12               | 4                |
| 2012             | 広島             | 18               | J1               | 3                | 2                | 2                | 0                | 0                | 0                | 5                | 2                |
| 2013             | 群馬             | 10               | J2               | 41               | 13               | -                | -                | 0                | 0                | 41               | 13               |
| 2014             | 群馬             | 10               | J2               | 20               | 7                | -                | -                | 1                | 0                | 21               | 7                |
| 2015             | 熊本             | 11               | J2               | 23               | 1                | -                | -                | 2                | 0                | 25               | 1                |
| 2016             | 熊本             | 11               | J2               | 31               | 6                | -                | -                | 2                | 2                | 33               | 8                |
| 2017             | 熊本             | 10               | J2               | 7                | 1                | -                | -                | 0                | 0                | 7                | 1                |
| 2017             | 富山             | 45               | J3               | 13               | 0                | -                | -                | -                | -                | 13               | 0                |
| 2018             | 群馬             | 10               | J3               | 4                | 0                | -                | -                | 0                | 0                | 4                | 0                |
| 通算             | 日本             | 日本             | J1               | 32               | 2                | 12               | 3                | 5                | 2                | 49               | 7                |
| 通算             | 日本             | 日本             | J2               | 177              | 41               | -                | -                | 7                | 2                | 184              | 43               |
| 通算             | 日本             | 日本             | J3               | 17               | 0                | -                | -                | 0                | 0                | 17               | 0                |
| 総通算           | 総通算           | 総通算           | 総通算           | 226              | 43               | 12               | 3                | 12               | 4                | 250              | 50               |

その他の公式戦
- 2007年
  - J1・J2入れ替え戦 2試合1得点
- 2008年
  - XEROX SUPER CUP 1試合0得点

| 国際大会個人成績 | 国際大会個人成績 | 国際大会個人成績 | 国際大会個人成績 | 国際大会個人成績 | FIFA      | FIFA      |
| 年度             | クラブ           | 背番号           | 出場             | 得点             | 出場      | 得点      |
| AFC              | AFC              | AFC              | ACL              | ACL              | クラブW杯 | クラブW杯 |
| ---------------- | ---------------- | ---------------- | ---------------- | ---------------- | --------- | --------- |
| 2012             | 広島             | 18               | -                | -                | 0         | 0         |
| 通算             | AFC              | AFC              | 0                | 0                | 0         | 0         |

## 出場歴・タイトル

### クラブチーム
アンダーカテゴリー
- 全日本少年フットサル大会準優勝 （2000年）
- メニコンカップ日本クラブユースサッカー東西対抗戦U-15（2002年・西軍）
  - ※クラブユース選手権優秀選手より選抜
- ナイキプレミアカップジャパン （2002年準優勝）
- マンチェスター・ユナイテッド・プレミアカップ出場 （2003年）
- 日本クラブユース選手権U-15 （2003年3位）
- 日本クラブユースサッカー選手権U-18 （2004年優勝、2006年ベスト8）
- 高円宮杯全日本ユースU-18 （2004年優勝、2005年ベスト4、2006年ベスト8）
- Jユースカップ （2004年準優勝、2005年ベスト8、2006年優勝）
- 国民体育大会 （2005年）

トップチーム
- 初ベンチ入り : 2007年3月3日J1リーグ第1節FC東京戦 （味の素スタジアム）
- Jリーグ初出場 : 同上
  - 85分、ウェズレイに代わって出場
- 公式戦初得点 : 2007年4月11日ヤマザキナビスコカップ予選リーグ第4節ヴィッセル神戸戦 （ホームズスタジアム神戸）
  - 先発出場、29分PKによる得点、89分田村祐基と交代
- Jリーグ初得点 : 2008年3月9日J2リーグ第1節ザスパ草津戦（敷島公園陸上競技場）
  - 先発出場、71分得点、82分久保竜彦と交代
  - J1リーグ(2012)
  - J2リーグ(2008)

### 代表
アンダーカテゴリー
- U-14日本代表 2002
- U-15日本代表 2003
- U-16日本代表、U-17日本代表（AFCアジア選手権ファイナルラウンドJAPAN） 2004
- U-18日本代表、U-19日本代表 2006
- U-20日本代表 2007 FIFA U-20ワールドカップ